# Gate turn-off
Il gate turn-off (GTO) è un diodo controllato (o tiristore) che può essere innescato e disinnescato, cioè permettere o bloccare il passaggio della corrente, agendo sull'elettrodo di gate. Supera quindi la limitazione intrinseca dell'SCR (tiristore) in cui il flusso di corrente, una volta innescato, può essere interrotto solo da cause esterne (annullamento spontaneo o forzato della corrente).

## Descrizione

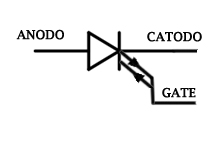
Simbolo GTO

I normali tiristori, noti anche come diodi controllati o SCR (silicon controlled rectifier) non sono dispositivi completamente controllabili (un dispositivo completamente controllabile può essere acceso e spento a comando). I tiristori possono essere mandati in conduzione (stato ON, ossia "accesi") applicando un'opportuna tensione ad un elettrodo di controllo detto gate, ma non possono essere mandati in interdizione (stato OFF, ossia "spenti") per mezzo dello stesso elettrodo. I tiristori vengono cioè accesi da un segnale di gate e restano nello stato ON anche dopo che il segnale di gate è stato rimosso. Per ritornare nello stato OFF è necessario che la corrente che li attraversa si annulli (in pratica che la corrente scenda al di sotto di un certo valore limite conosciuto come corrente di mantenimento (holding)). Negli impieghi in corrente alternata, come ad esempio nei ponti raddrizzatori totalmente o semi-controllati, la condizione di spegnimento si raggiunge in "modo naturale" quando la corrente che attraversa il diodo passa per lo zero al termine di una semi-onda. Negli impieghi in corrente continua è invece necessario forzare in "modo artificiale" l'annullamento della corrente con l'applicazione di una tensione inversa ai terminali del diodo. 

Quindi un tiristore, dopo essere stato attivato, si comporta come un normale diodo a semiconduttore.
Diversamente dall'SCR, il GTO può essere acceso (turn on o innesco) e spento (turn off o disinnesco) portando rispettivamente un segnale positivo o negativo all'elettrodo di gate.
Il turn on (innesco) è attivato da un impulso di corrente positiva tra i terminali di gate e di catodo. Quando il gate-catodo si comporta come una giunzione p-n, c'è una tensione relativamente bassa tra i due terminali. L'attivazione di un GTO non è comunque affidabile come in un SCR (tiristore) e una piccola tensione di gate positiva deve essere mantenuta anche dopo l'innesco per migliorarne l'affidabilità. 
Il turn off (disinnesco) è attivato da un impulso di tensione negativa tra i terminali di gate e catodo. Parte della corrente positiva (all'incirca da un terzo a un quinto) che viene sottratta è utilizzata per indurre una tensione tra il gate e il catodo che a sua volta provoca una diminuzione della corrente positiva e il GTO si disattiverà (effettuando la transizione dallo stato di conduzione a quello di interdizione). 
I GTO sono soggetti a lunghi tempi di disinnesco a causa del fatto che, dopo il crollo della corrente, c'è un lungo intervallo di tempo in cui una corrente residua continua a fluire fino a che tutta la carica rimanente è eliminata dal dispositivo. Ciò limita la massima frequenza di lavoro a circa 1 kHz. Bisogna comunque notare che il tempo di disinnesco di un SCR comparabile è dieci volte quello di un GTO. Quindi la frequenza di lavoro di un GTO è comunque superiore a quella di un SCR di pari caratteristiche.
| Caratteristiche | Descrizione                        | SCR (1600 V, 350 A) | GTO (1600 V, 350 A) |
| --------------- | ---------------------------------- | ------------------- | ------------------- |
| VT ON           | Caduta di tensione nello stato ON  | 1,5 V               | 3,4 V               |
| ton, Igon       | Tempo di innesco, corrente di gate | 8 µs, 200 mA        | 2 µs, 2 A           |
| toff            | Tempo di disinnesco                | 150 µs              | 15 µs               |

Confronto tra un SCR e un GTO di pari caratteristiche.

### Tiristore Gate Turn Off a buffer distribuito (Distributed buffer gate turn-off thyristor)
Il distributed buffer gate turn-off thyristor (DB-GTO) è un tiristore che presenta una giunzione PN aggiuntiva nella regione di deriva. La struttura di questo dispositivo risulta quindi composta da giunzioni con drogaggio PN-PN-PN. Tale tecnologia consente di "riformare" il profilo del campo elettrico ed incrementare la tensione che può essere bloccata nello stato di "spento".

## Bias inverso (Reverse bias)
I tiristori GTO sono disponibili con o senza la possibilità di bloccaggio in inversa. La capacità di bloccaggio in inversa si aggiunge alla caduta di tensione positiva per la necessità di avere una lunga regione P1 a basso drogaggio.
I tiristori GTO con tensione di bloccaggio inversa sono conosciuti come tiristori GTO simmetrici, in breve S-GTO. Di solito, il livello della tensione di bloccaggio inversa e di quella positiva sono gli stessi. L'applicazione tipica di un tiristore GTO simmetrico è negli invertitori dei generatori di corrente.
I tiristori GTO non dotati di tensione inversa di bloccaggio sono conosciuti come tiristori GTO asimmetrici, in breve A-GTO. Tipicamente hanno un livello di breakdown inverso nella decina di volt. I tiristori A-GTO sono usati o dove un diodo conducente inverso è applicato in parallelo (per esempio negli invertitori delle sorgenti di tensione) o dove una tensione inversa non si dovrebbe mai verificare (per esempio negli alimentatori switching o nei circuiti DC choppers per trazione).
I tiristori GTO asimmetrici possono essere fabbricati con un diodo conducente in inversa nello stesso modulo. Questi sono conosciuti come RCGTO, che sta per "reverse conducting GTO".

## Area operativa di sicurezza (Safe Operating Area - SOA)
Diversamente dal IGCT (Integrated Gate Commutated Thyristor) o dall'IGBT (Insulated Gate Bipolar Transistor), il GTO necessita di un circuito esterno per gestire le rampe di corrente all'innesco e di tensione al disinnesco per prevenire la distruzione del dispositivo.
Durante l'innesco (turn-on) del GTO la velocità di variazione della corrente (espressa dalla sua derivata rispetto al tempo di/dt) deve essere mantenuta al di sotto di un valore limite, dipendente dalle caratteristiche fisiche del dispositivo. In questo modo l'intera massa del GTO può portarsi in conduzione prima che venga raggiunto il valore nominale della corrente di carico. Se, viceversa, il rapporto di/dt venisse superato, la zona del dispositivo più vicina ai contatti di gate si surriscalderebbe e fonderebbe a causa di una densità di corrente eccessiva.

Il rapporto di/dt viene generalmente controllato con l'utilizzo di un induttore a nucleo saturabile inserito in serie al GTO. La presenza dell'induttore impone che l'intervallo di tempo tra lo spegnimento e la successiva riaccensione del GTO debba essere maggiore o uguale a un "tempo minimo di OFF" necessario per smaltire l'energia magnetica accumulata nell'induttore durante la fase di conduzione, riportandolo così nelle condizioni iniziali.
Durante il disinnesco (turn-off) del GTO la tensione ai suoi capi deve essere limitata fino a quando la corrente si annulla.  Il limite viene di solito stabilito intorno al 20% della tensione massima di lavoro del dispositivo. Se la tensione crescesse troppo rapidamente durante il disinnesco, solo una parte del dispositivo si disattiverebbe e i valori elevati di corrente e tensione concentrati in una porzione ridotta dello stesso ne provocherebbero il danneggiamento, spesso in maniera esplosiva.

L'aumento della tensione al disinnesco viene generalmente controllato con l'utilizzo di un soppressore di transiente (snubber) inserito in parallelo al GTO. La presenza dello snubber impone che l'intervallo di tempo tra l'accensione e il successivo spegnimento del GTO debba essere maggiore o uguale a un "tempo minimo di ON" necessario per smaltire l'energia accumulata nel soppressore durante la fase di interdizione, riportandolo così nelle condizioni iniziali.
Negli azionamenti di motori in corrente continua mediante chopper le limitazioni imposte dai tempi minimi di accensione e spegnimento vengono superate variando la frequenza di commutazione nelle condizioni estreme di duty cycle. 

Nelle applicazioni di trazione ferroviaria, ad esempio, la velocità del motore viene normalmente regolata mantenendo fissa ad un certo valore nominale la frequenza di commutazione sulla maggior parte del campo di velocità ed agendo sul valore del duty cycle (al crescere del duty cycle corrisponde un aumento progressivo del valore medio della tensione e dunque una maggiore velocità di rotazione del motore). 

All'avviamento, dato che il duty cycle non può scendere sotto un valore minimo imposto dal "tempo minimo di ON", la regolazione del regime di rotazione deve essere ottenuta variando il valore della frequenza di commutazione, che verrà fatta salire progressivamente da zero fino a raggiungere il valore nominale.

Agli alti regimi di rotazione, dato che il duty cycle non può salire sopra un valore massimo imposto dal "tempo minimo di OFF", la regolazione del regime di rotazione deve essere ottenuta variando il valore della frequenza di commutazione, che verrà fatta scendere progressivamente dal valore nominale fino a zero, applicando così la piena tensione di linea al motore.

## Applicazioni
Il GTO trova applicazione nei seguenti campi:
- Chopper di potenza.
- Inverter di potenza.
- Azionamenti di motori elettrici.